# Assedio di Bisanzio (195)
L'assedio di Bisanzio del 195 fu condotto da Settimio Severo.

## Assedio
L'assedio durò all'incirca tre anni per Cassio Dione. La città assediata, protetta dalle difese naturali nonché da mura possenti, oppose una strenua resistenza. Di seguito viene riportata la descrizione fatta da Cassio Dione delle difese:
(Cassio Dione, Storie romane, LXXIV, 10.)
Prisco, concittadino di Cassio Dione, aveva progettato la maggior parte delle macchine di difesa dall'assedio, le quali, lanciando proiettili e oggetti contundenti di ogni sorta, rendevano arduo agli assedianti l'avvicinarsi alle mura; alcune di quelle macchine erano provviste di grandi uncini, che si abbassavano ad un tratto, e rapidamente tiravano a sé le macchine e le navi dei nemici, che si trovavano a portata. I Bizantini avevano a disposizione anche cinquecento navi, di cui molte di esse avevano una fila di remi e alcune due, ed erano tutte equipaggiate di rostri. Esse erano provviste di timonieri e di marinai, in modo che potessero attaccare e ritirarsi senza compiere una manovra di inversione, e poter ingannare i loro avversari sia nell'accostarsi che nel ritirarsi. I Bizantini catturavano non solo le navi nemiche con attacchi opportuni ma anche triremi che erano nella rada dei loro avversari: riuscirono in ciò facendo sì che i tuffatori tagliassero le loro ancore sott'acqua e trascinando le navi nemiche a Bisanzio. Vi furono anche dei casi in cui i commercianti si fecero catturare di proposito dai Bizantini, anche se finsero che ciò era avvenuto contro la loro volontà, e, dopo aver venduto la loro merce a grande prezzo, fuggirono via mare.
Gli assediati continuarono a opporre una strenua resistenza anche quando tutte le provviste in città si esaurirono e furono completamente isolati dal resto del mondo. Per le loro navi usarono travi prese dalle case e realizzarono funi fatte con i capelli delle loro donne, mentre, per respingere gli assalti alle mura, scagliavano contro il nemico le pietre dei teatri e i cavalli e le statue di bronzo. La maggior parte della popolazione, dopo aver atteso invano una tempesta per procurarsi dell'acqua, salparono con la determinazione o di perire o di procurarsi vettovaglie; e, assalendo i sobborghi senza preavviso, saccheggiarono tutto indiscriminatamente. Quelli che rimasero in città, oppressi dalla fame, ricorsero al cannibalismo.
I Bizantini, dopo essersi procurate le vettovaglie con il saccheggio, caricarono le loro navi con più carico di quanto esse potessero sostenere, e tentarono di portarlo in città, non riuscendoci tuttavia, in quanto furono attaccati e annientati senza pietà dalle navi romane. Le navi romane trascinarono molte navi nemiche con i loro mezzi marinai, distrussero molte altre con i loro rostri, e a capovolgere alcune; le navi che tentarono la fuga o furono affondate dalla furia del vento o furono sopraffatte e distrutte dal nemico. I Bizantini rimasti in città pregarono gli dei invocando il loro aiuto, e rimasero scossi dalla uccisione dei loro concittadini. Il numero totale di relitti fu talmente grande che alcuni andarono alla deriva sulle isole e sulla costa asiatica, rendendo evidente la sconfitta anche a coloro che ne erano ignari. Il giorno successivo i Bizantini, provati dal disastro navale e senza più scorte di cibo, decisero di arrendersi.

## Conseguenze
I Romani misero a morte tutti i soldati e i magistrati, risparmiando il resto della popolazione a eccezione del pugile che aveva aiutato i Bizantini e danneggiato i Romani. Dopo la resa della città Prisco fu condannato a morte ma Severo impedì la sua esecuzione e fece ampio uso dei suoi servigi, soprattutto in occasione dell'assedio di Hatra, dove le sue macchine furono le uniche non incendiate dai Barbari.
Sembra che Severo, quando apprese della resa di Bisanzio mentre si trovava in Mesopotamia, avesse dichiarato alle sue legioni: "Abbiamo preso anche Bisanzio". Severo punì pesantemente Bisanzio per la sua strenua resistenza, privandola della sua indipendenza e rendendola tributaria, confiscando inoltre le proprietà dei cittadini; la città, privata di teatri e terme e di tutti i suoi ornamenti nonché declassata a villaggio, fu concessa insieme al suo territorio agli abitanti di Perinto, i quali non mancarono di oltraggiarla e umiliarla. Severo demolì inoltre le mura della città, venendo in ciò criticato da Cassio Dione che lo accusò di aver distrutto un forte baluardo romano nonché base di operazioni contro i Barbari del Ponto e dell'Asia.